# 普光洞
普光洞（：／ Bogwang dong */?）是位於韓國首爾龙山区的一个行政洞，位于龙山区東南部。本洞北面與漢南洞和梨泰院洞、南面與鑄城洞、西面與東冰庫洞相連。

## 概况
普光洞靠近漢江，名稱來源於新羅真興王時期的普光國師。

## 历史
- 1396年 - 為漢城府的城底十里的一部分。
- 1751年 - 為漢城府南部的一部分，并劃歸至漢江坊管轄。
- 1914年 - 該區域劃歸至京畿道高陽郡漢芝面管轄。
- 1936年4月1日 - 改名為普光町。
- 1943年4月 - 劃歸至龍山區管轄。
- 1946年10月1日 - 改為現在名稱。

## 下辖法定洞
- 普光洞

## 建筑
- 普光洞郵政局
- 普光治安中心
- 五山中學[3]
- 五山高等學校[4]
- 韓國理工第1大學

## 交通
- 西冰庫路
- 江邊北路
- 綠沙坪大路